# André Lotterer
André Lotterer (ur. 19 listopada 1981 w Duisburgu) – niemiecki kierowca wyścigowy.

## Wczesne życie
Lotterer urodził się w Duisburgu jako syn niemiecko-peruwiańskiego ojca, Henriego Lotterera, oraz belgijskiej matki. Wychowywany był przez swoją matkę w Nivelles. Startuje z belgijską licencją wyścigową, ale zdecydował się reprezentować Niemcy.

## Kariera
Niemiec karierę rozpoczął od startów w kartingu, w roku 1989. W 1998 roku André przeszedł do wyścigów samochodów jednomiejscowych, debiutując w Formule BMW. Już w pierwszym roku startów sięgnął w niej po tytuł mistrzowski. Sezon później ścigał się w Europejskiej Formule Renault. W sezonie 2000 po raz pierwszy testował bolid brytyjskiej stajni Jaguar Racing. W tym samym sezonie brał udział w Niemieckiej Formule 3. W 2001 roku przeniósł się do brytyjskiej edycji F3, w której startował w barwach juniorskiej ekipy Jaguara (partnerował mu Australijczyk James Courtney). W ciągu sezonu trzykrotnie sięgał po pole position oraz pięciokrotnie stawał na podium (w tym raz zwyciężył, na brytyjskim obiekcie Snetterton). Ostatecznie w klasyfikacji generalnej zajął 7. pozycję.
W sezonie 2002 został kierowcą testowym brytyjskiej stajni Jaguara. Mimo to, nigdy nie zadebiutował w wyścigach Grand Prix. W tym samym sezonie wystartował w ostatnim wyścigu serii Champ Car, na torze w Meksyku. Reprezentując barwy Dale Coyne Racing, wyścig zakończył na 12. miejscu, premiowanym jednym punktem. Ów punkt dał mu 22. lokatę w końcowej klasyfikacji.
Po wygaśnięciu kontraktu z ekipą F1, w sezonie 2003 Lotterer wyjechał do Japonii, gdzie rozpoczął starty Formule Nippon oraz w japońskich wyścigach pojazdów sportowych – Super GT. Wraz z Japończykiem Juichi Wakisaką André dwukrotnie sięgnął po tytuł mistrzowski w Super GT (w klasie GT500), w sezonach 2006 i 2009. W Formule Nippon Niemiec w latach 2003–2006 ścigał się w barwach ekipy Nakajima Racing. Największy sukces z zespołem odniósł w 2004 roku, kiedy to został wicemistrzem serii (tytuł z Brytyjczykiem Richardem Lyonsem, z którym miał tyle samo punktów, przegrał zaledwie jednym stopniem podium mniej). Jest to też jego najlepszy wynik w karierze startów w tym cyklu. Od roku 2007 Lotterer jeździ w zespole TOM'S Racing.
Od 2009 roku Niemiec bierze udział w słynnym dobowym wyścigu 24h Le Mans. W pierwszym podejściu, reprezentując stajnię Colina Kollesa (w klasie LMP1), wraz z Hindusem Narainem Karthikeyanem oraz Holendrem Charlesem Zwolsmanem, zmagania ukończył na 7. miejscu. W sezonie 2010 podpisał kontrakt z czołową ekipą LMP1 – Audi. Partnerując Francuzowi Benoît Tréluyerowi oraz Szwajcarowi Marcelowi Fässlerowi, dzięki problemom z prototypami stajni Peugeot, Niemiec dojechał na świetnej 2. pozycji.
22 sierpnia 2014 zadebiutował w Formule 1, gdzie na czas Grand Prix Belgii zastąpił Kamui Kobayashiego w zespole Caterham F1 Team. Niespodziewanie w kwalifikacjach pokonał swojego partnera zespołowego Marcusa Ericssona. Jego przygoda w wyścigu Formuły 1 zakończyła się jednak na pierwszym okrążeniu, gdy awarii uległa jednostka napędowa w jego bolidzie. Po ogłoszeniu powrotu zespołu Caterham w wyścigu na torze w Abu Zabi Niemiec przyznał, że otrzymał ofertę kolejnego startu, którą jednak odrzucił.

## Wyniki

### Formuła Nippon/Super Formula
| Legenda oznaczeń w tabelach wyników Wyświetl szablon na nowej stronie | Legenda oznaczeń w tabelach wyników Wyświetl szablon na nowej stronie                                                                     |
| Oznaczenie                                                            | Wyjaśnienie |
| --------------------------------------------------------------------- | --- |
| Złoty                                                                 | Zwycięzca lub mistrzostwo |
| Srebrny                                                               | 2. miejsce lub wicemistrzostwo |
| Brązowy                                                               | 3. miejsce lub II wicemistrzostwo |
| Zielony                                                               | Ukończył, punktował (w klasyfikacji generalnej, gdy zdobył co najmniej jeden punkt na przestrzeni sezonu, poza trzema powyższymi opcjami) |
| Niebieski                                                             | Ukończył, nie punktował (w klasyfikacji generalnej, gdy nie zdobył co najmniej jednego punktu na przestrzeni sezonu)                      |
| Czerwony                                                              | Nie zakwalifikował się (NZ) |
| Czerwony                                                              | Nie prekwalifikował się (NPK) |
| Różowy                                                                | Nie ukończył (NU) |
| Różowy                                                                | Niesklasyfikowany (NS) (w klasyfikacji generalnej, gdy nie został sklasyfikowany w żadnym wyścigu sezonu)                                 |
| Czarny                                                                | Zdyskwalifikowany (DK) |
| Czarny                                                                | Wykluczony (WYK/EX) |
| Biały                                                                 | Nie wystartował (NW) |
| Biały                                                                 | Kontuzjowany (K/INJ) |
| Biały                                                                 | Wyścig odwołany (OD/C) |
| Bez koloru                                                            | Został wycofany (WYC/WD) |
| Bez koloru                                                            | Nie przybył (NP/DNA) |
| Bez koloru                                                            | Nie brał udziału w treningach (NT/DNP) |
| Bez koloru                                                            | Nie został zgłoszony (–) |
| Pogrubienie                                                           | Start z pole position |
| Kursywa                                                               | Najszybsze okrążenie wyścigu |
| †                                                                     | Nie ukończył, ale jego rezultat został zaliczony ze względu na przejechanie więcej niż 90% dystansu wyścigu.                              |
| *                                                                     | Sezon w trakcie |
| 1/2/3                                                                 | Punktowana pozycja w sprincie |
| Lista systemów punktacji Formuły 1                                    | |

| Rok  | Zespół              | Wyniki w poszczególnych eliminacjach | Wyniki w poszczególnych eliminacjach | Wyniki w poszczególnych eliminacjach | Wyniki w poszczególnych eliminacjach | Wyniki w poszczególnych eliminacjach | Wyniki w poszczególnych eliminacjach | Wyniki w poszczególnych eliminacjach | Wyniki w poszczególnych eliminacjach | Wyniki w poszczególnych eliminacjach | Wyniki w poszczególnych eliminacjach | Wyniki w poszczególnych eliminacjach | Punkty | Pozycja |
| ---- | ------------------- | ------------------------------------ | ------------------------------------ | ------------------------------------ | ------------------------------------ | ------------------------------------ | ------------------------------------ | ------------------------------------ | ------------------------------------ | ------------------------------------ | ------------------------------------ | ------------------------------------ | ------ | ------- |
| 2003 | Nakajima Racing     | SZU                                  | FUJ                                  | MIN                                  | MOT                                  | SZU                                  | SUG                                  | FUJ                                  | MIN                                  | MOT                                  | SZU                                  |                                      | 22     | 5       |
| 2003 | Nakajima Racing     | 2                                    | 4                                    | 7                                    | 6                                    | NU                                   | 2                                    | 3                                    | 9                                    | 5                                    | NU                                   |                                      | 22     | 5       |
| 2004 | Nakajima Racing     | SZU                                  | SUG                                  | MOT                                  | SZU                                  | SUG                                  | MIN                                  | SEP                                  | MOT                                  | SZU                                  |                                      |                                      | 33     | 2       |
| 2004 | Nakajima Racing     | 2                                    | 4                                    | 1                                    | 8                                    | NU                                   | NU                                   | 1                                    | 3                                    | 7                                    |                                      |                                      | 33     | 2       |
| 2005 | Nakajima Racing     | MOT                                  | SZU                                  | SUG                                  | FUJ                                  | SZU                                  | MIN                                  | FUJ                                  | MOT                                  | SZU                                  |                                      |                                      | 20     | 4       |
| 2005 | Nakajima Racing     | 11                                   | NU                                   | 9                                    | NU                                   | NU                                   | 10                                   | 1                                    | NU                                   | 1                                    |                                      |                                      | 20     | 4       |
| 2006 | TOM'S Racing        | FUJ                                  | SZU                                  | MOT                                  | SZU                                  | AUT                                  | FUJ                                  | SUG                                  | MOT                                  | SZU                                  |                                      |                                      | 30     | 3       |
| 2006 | TOM'S Racing        | 8                                    | 5                                    | 1                                    | 5                                    | 8                                    | 2                                    | NU                                   | NU                                   | 1                                    |                                      |                                      | 30     | 3       |
| 2007 | TOM'S Racing        | FUJ                                  | SZU                                  | MOT                                  | OKA                                  | SZU                                  | FUJ                                  | SUG                                  | MOT                                  | SZU                                  |                                      |                                      | 37     | 5       |
| 2007 | TOM'S Racing        | NU                                   | 5                                    | 2                                    | NU                                   | 13                                   | 1                                    | 7                                    | 4                                    | 2                                    |                                      |                                      | 37     | 5       |
| 2008 | Petronas Team TOM'S | FUJ                                  | SZU                                  | MOT                                  | OKA                                  | SZU                                  | SZU                                  | MOT                                  | MOT                                  | FUJ                                  | FUJ                                  | SUG                                  | 49     | 3       |
| 2008 | Petronas Team TOM'S | NU                                   | 3                                    | 2                                    | 2                                    | 2                                    | 4                                    | 11                                   | 7                                    | 5                                    | 4                                    | 12                                   | 49     | 3       |
| 2009 | Petronas Team TOM'S | FUJ                                  | SZU                                  | MOT                                  | FUJ                                  | SZU                                  | MOT                                  | AUT                                  | SUG                                  |                                      |                                      |                                      | 39     | 3       |
| 2009 | Petronas Team TOM'S | 10                                   | 3                                    | 5                                    | 8                                    | 7                                    | 1                                    | 2                                    | 2                                    |                                      |                                      |                                      | 39     | 3       |
| 2010 | Petronas Team TOM'S | SZU                                  | MOT                                  | FUJ                                  | MOT                                  | SUG                                  | AUT                                  | SZU                                  | SZU                                  |                                      |                                      |                                      | 43     | 2       |
| 2010 | Petronas Team TOM'S | 3                                    | 3                                    | 2                                    | NU                                   | 3                                    | 1                                    | 3                                    | 2                                    |                                      |                                      |                                      | 43     | 2       |
| 2011 | Petronas Team TOM'S | SZU                                  | AUT                                  | FUJ                                  | MOT                                  | SZU                                  | SUG                                  | MOT                                  | MOT                                  |                                      |                                      |                                      | 56     | 1       |
| 2011 | Petronas Team TOM'S | 1                                    | –                                    | 1                                    | 2                                    | OD                                   | 1                                    | 1                                    | 1                                    |                                      |                                      |                                      | 56     | 1       |
| 2012 | Petronas Team TOM'S | SZU                                  | MOT                                  | AUT                                  | FUJ                                  | MOT                                  | SUG                                  | SZU                                  | SZU                                  |                                      |                                      |                                      | 38     | 4       |
| 2012 | Petronas Team TOM'S | 5                                    | 1                                    | NU                                   | 1                                    | 2                                    | 10                                   | 5                                    | 8                                    |                                      |                                      |                                      | 38     | 4       |
| 2013 | Petronas Team TOM'S | SZU                                  | AUT                                  | FUJ                                  | MOT                                  | SUG                                  | SZU                                  | SZU                                  |                                      |                                      |                                      |                                      | 37     | 2       |
| 2013 | Petronas Team TOM'S | –                                    | 1                                    | 1                                    | 2                                    | 2                                    | –                                    | –                                    |                                      |                                      |                                      |                                      | 37     | 2       |
| 2014 | Petronas Team TOM'S | SZU                                  | FUJ                                  | FUJ                                  | FUJ                                  | MOT                                  | AUT                                  | SUG                                  | SZU                                  | SZU                                  |                                      |                                      | 34,5   | 3       |
| 2014 | Petronas Team TOM'S | 6                                    | 4                                    | 1                                    | 6                                    | –                                    | 1                                    | NU                                   | 3                                    | 2                                    |                                      |                                      | 34,5   | 3       |
| 2015 | Petronas Team TOM'S | SZU                                  | OKA                                  | FUJ                                  | MOT                                  | AUT                                  | SUG                                  | SZU                                  | SZU                                  |                                      |                                      |                                      | 40     | 3       |
| 2015 | Petronas Team TOM'S | 1                                    | 8                                    | 5                                    | 4                                    | 11                                   | 1                                    | 1                                    | NU                                   |                                      |                                      |                                      | 40     | 3       |
| 2016 | VANTELIN Team TOM'S | SZU                                  | OKA                                  | FUJ                                  | MOT                                  | OKA                                  | OKA                                  | SUG                                  | SZU                                  | SZU                                  |                                      |                                      | 30     | 2       |
| 2016 | VANTELIN Team TOM'S | 7                                    | 8                                    | 4                                    | 2                                    | 12                                   | 4                                    | 5                                    | 2                                    | 2                                    |                                      |                                      | 30     | 2       |
| 2017 | Vantelin Team TOM'S | SZU                                  | OKA                                  | OKA                                  | FUJ                                  | MOT                                  | AUT                                  | SUG                                  | SZU                                  | SZU                                  |                                      |                                      | 21     | 6       |
| 2017 | Vantelin Team TOM'S | 5                                    | 1                                    | 3                                    | 3                                    | 7                                    | NU                                   | 10                                   | OD                                   | OD                                   |                                      |                                      | 21     | 6       |

### Formuła 1
Stan: 23 listopada 2014
| Legenda oznaczeń w tabelach wyników Wyświetl szablon na nowej stronie | Legenda oznaczeń w tabelach wyników Wyświetl szablon na nowej stronie                                                                     |
| Oznaczenie                                                            | Wyjaśnienie |
| --------------------------------------------------------------------- | --- |
| Złoty                                                                 | Zwycięzca lub mistrzostwo |
| Srebrny                                                               | 2. miejsce lub wicemistrzostwo |
| Brązowy                                                               | 3. miejsce lub II wicemistrzostwo |
| Zielony                                                               | Ukończył, punktował (w klasyfikacji generalnej, gdy zdobył co najmniej jeden punkt na przestrzeni sezonu, poza trzema powyższymi opcjami) |
| Niebieski                                                             | Ukończył, nie punktował (w klasyfikacji generalnej, gdy nie zdobył co najmniej jednego punktu na przestrzeni sezonu)                      |
| Czerwony                                                              | Nie zakwalifikował się (NZ) |
| Czerwony                                                              | Nie prekwalifikował się (NPK) |
| Różowy                                                                | Nie ukończył (NU) |
| Różowy                                                                | Niesklasyfikowany (NS) (w klasyfikacji generalnej, gdy nie został sklasyfikowany w żadnym wyścigu sezonu)                                 |
| Czarny                                                                | Zdyskwalifikowany (DK) |
| Czarny                                                                | Wykluczony (WYK/EX) |
| Biały                                                                 | Nie wystartował (NW) |
| Biały                                                                 | Kontuzjowany (K/INJ) |
| Biały                                                                 | Wyścig odwołany (OD/C) |
| Bez koloru                                                            | Został wycofany (WYC/WD) |
| Bez koloru                                                            | Nie przybył (NP/DNA) |
| Bez koloru                                                            | Nie brał udziału w treningach (NT/DNP) |
| Bez koloru                                                            | Nie został zgłoszony (–) |
| Pogrubienie                                                           | Start z pole position |
| Kursywa                                                               | Najszybsze okrążenie wyścigu |
| †                                                                     | Nie ukończył, ale jego rezultat został zaliczony ze względu na przejechanie więcej niż 90% dystansu wyścigu.                              |
| *                                                                     | Sezon w trakcie |
| 1/2/3                                                                 | Punktowana pozycja w sprincie |
| Lista systemów punktacji Formuły 1                                    | |

| Rok  | Zespół           | Samochód      | Silnik                         | Wyniki w poszczególnych eliminacjach | Wyniki w poszczególnych eliminacjach | Wyniki w poszczególnych eliminacjach | Wyniki w poszczególnych eliminacjach | Wyniki w poszczególnych eliminacjach | Wyniki w poszczególnych eliminacjach | Wyniki w poszczególnych eliminacjach | Wyniki w poszczególnych eliminacjach | Wyniki w poszczególnych eliminacjach | Wyniki w poszczególnych eliminacjach | Wyniki w poszczególnych eliminacjach | Wyniki w poszczególnych eliminacjach | Wyniki w poszczególnych eliminacjach | Wyniki w poszczególnych eliminacjach | Wyniki w poszczególnych eliminacjach | Wyniki w poszczególnych eliminacjach | Wyniki w poszczególnych eliminacjach | Wyniki w poszczególnych eliminacjach | Wyniki w poszczególnych eliminacjach | Punkty | Pozycja |
| ---- | ---------------- | ------------- | ------------------------------ | ------------------------------------ | ------------------------------------ | ------------------------------------ | ------------------------------------ | ------------------------------------ | ------------------------------------ | ------------------------------------ | ------------------------------------ | ------------------------------------ | ------------------------------------ | ------------------------------------ | ------------------------------------ | ------------------------------------ | ------------------------------------ | ------------------------------------ | ------------------------------------ | ------------------------------------ | ------------------------------------ | ------------------------------------ | ------ | ------- |
| 2014 | Caterham F1 Team | Caterham CT05 | Renault Energy F1-2014 1.6T V6 | AUS                                  | MAL                                  | BHR                                  | CHN                                  | ESP                                  | MON                                  | KAN                                  | AUT                                  | GBR                                  | DEU                                  | HUN                                  | BEL                                  | ITA                                  | SIN                                  | JPN                                  | RUS                                  | USA                                  | BRA                                  | ABU                                  | –      | NS      |
| 2014 | Caterham F1 Team | Caterham CT05 | Renault Energy F1-2014 1.6T V6 | –                                    | –                                    | –                                    | –                                    | –                                    | –                                    | –                                    | –                                    | –                                    | –                                    | –                                    | NU                                   | –                                    | –                                    | –                                    | –                                    | –                                    | –                                    | –                                    | –      | NS      |

### Formuła E
| Legenda oznaczeń w tabelach wyników Wyświetl szablon na nowej stronie | Legenda oznaczeń w tabelach wyników Wyświetl szablon na nowej stronie                                                                     |
| Oznaczenie                                                            | Wyjaśnienie |
| --------------------------------------------------------------------- | --- |
| Złoty                                                                 | Zwycięzca lub mistrzostwo |
| Srebrny                                                               | 2. miejsce lub wicemistrzostwo |
| Brązowy                                                               | 3. miejsce lub II wicemistrzostwo |
| Zielony                                                               | Ukończył, punktował (w klasyfikacji generalnej, gdy zdobył co najmniej jeden punkt na przestrzeni sezonu, poza trzema powyższymi opcjami) |
| Niebieski                                                             | Ukończył, nie punktował (w klasyfikacji generalnej, gdy nie zdobył co najmniej jednego punktu na przestrzeni sezonu)                      |
| Czerwony                                                              | Nie zakwalifikował się (NZ) |
| Czerwony                                                              | Nie prekwalifikował się (NPK) |
| Różowy                                                                | Nie ukończył (NU) |
| Różowy                                                                | Niesklasyfikowany (NS) (w klasyfikacji generalnej, gdy nie został sklasyfikowany w żadnym wyścigu sezonu)                                 |
| Czarny                                                                | Zdyskwalifikowany (DK) |
| Czarny                                                                | Wykluczony (WYK/EX) |
| Biały                                                                 | Nie wystartował (NW) |
| Biały                                                                 | Kontuzjowany (K/INJ) |
| Biały                                                                 | Wyścig odwołany (OD/C) |
| Bez koloru                                                            | Został wycofany (WYC/WD) |
| Bez koloru                                                            | Nie przybył (NP/DNA) |
| Bez koloru                                                            | Nie brał udziału w treningach (NT/DNP) |
| Bez koloru                                                            | Nie został zgłoszony (–) |
| Pogrubienie                                                           | Start z pole position |
| Kursywa                                                               | Najszybsze okrążenie wyścigu |
| †                                                                     | Nie ukończył, ale jego rezultat został zaliczony ze względu na przejechanie więcej niż 90% dystansu wyścigu.                              |
| *                                                                     | Sezon w trakcie |
| 1/2/3                                                                 | Punktowana pozycja w sprincie |
| Lista systemów punktacji Formuły 1                                    | |

| Rok       | Zespół                           | Wyniki w poszczególnych eliminacjach | Wyniki w poszczególnych eliminacjach | Wyniki w poszczególnych eliminacjach | Wyniki w poszczególnych eliminacjach | Wyniki w poszczególnych eliminacjach | Wyniki w poszczególnych eliminacjach | Wyniki w poszczególnych eliminacjach | Wyniki w poszczególnych eliminacjach | Wyniki w poszczególnych eliminacjach | Wyniki w poszczególnych eliminacjach | Wyniki w poszczególnych eliminacjach | Wyniki w poszczególnych eliminacjach | Wyniki w poszczególnych eliminacjach | Wyniki w poszczególnych eliminacjach | Wyniki w poszczególnych eliminacjach | Wyniki w poszczególnych eliminacjach | Punkty | Pozycja |
| --------- | -------------------------------- | ------------------------------------ | ------------------------------------ | ------------------------------------ | ------------------------------------ | ------------------------------------ | ------------------------------------ | ------------------------------------ | ------------------------------------ | ------------------------------------ | ------------------------------------ | ------------------------------------ | ------------------------------------ | ------------------------------------ | ------------------------------------ | ------------------------------------ | ------------------------------------ | ------ | ------- |
| 2017/2018 | Techeetah                        | Hongkong                             | Hongkong                             | Maroko                               | Chile                                | Meksyk                               | Urugwaj                              | Włochy                               | Francja                              | Niemcy                               | Szwajcaria                           | Stany Zjednoczone                    | Stany Zjednoczone                    |                                      |                                      |                                      |                                      | 64     | 8       |
| 2017/2018 | Techeetah                        | DK                                   | 13                                   | NU                                   | 2                                    | 13                                   | 12                                   | 3                                    | 6                                    | 9                                    | 4                                    | 7                                    | 9                                    |                                      |                                      |                                      |                                      | 64     | 8       |
| 2018/2019 | DS Techeetah                     | Arabia Saudyjska                     | Maroko                               | Chile                                | Meksyk                               | Hongkong                             |                                      | Włochy                               | Francja                              | Monako                               | Niemcy                               | Szwajcaria                           | Stany Zjednoczone                    | Stany Zjednoczone                    |                                      |                                      |                                      | 86     | 8       |
| 2018/2019 | DS Techeetah                     | 5                                    | 6                                    | 13                                   | 5                                    | 14                                   | 4                                    | 2                                    | 2                                    | 7                                    | NU                                   | 14                                   | 17                                   | NU                                   |                                      |                                      |                                      | 86     | 8       |
| 2019/2020 | TAG Heuer Porsche Formula E Team | Arabia Saudyjska                     | Arabia Saudyjska                     | Chile                                | Meksyk                               | Maroko                               | Niemcy                               | Niemcy                               | Niemcy                               | Niemcy                               | Niemcy                               | Niemcy                               |                                      |                                      |                                      |                                      |                                      | 71     | 8       |
| 2019/2020 | TAG Heuer Porsche Formula E Team | 2                                    | 14                                   | DK                                   | NU                                   | 8                                    | 2                                    | 9                                    | 5                                    | 8                                    | 4                                    | 14                                   |                                      |                                      |                                      |                                      |                                      | 71     | 8       |
| 2020/2021 | TAG Heuer Porsche Formula E Team | Arabia Saudyjska                     | Arabia Saudyjska                     | Włochy                               | Włochy                               | Hiszpania                            | Hiszpania                            | Monako                               | Meksyk                               | Meksyk                               | Stany Zjednoczone                    | Stany Zjednoczone                    | Wielka Brytania                      | Wielka Brytania                      | Niemcy                               | Niemcy                               |                                      | 58     | 17      |
| 2020/2021 | TAG Heuer Porsche Formula E Team | 16                                   | 11                                   | 14                                   | 15                                   | NU                                   | 2                                    | 17                                   | DK                                   | 17                                   | 8                                    | 5                                    | 4                                    | 17                                   | 10                                   | 4                                    |                                      | 58     | 17      |
| 2021/2022 | TAG Heuer Porsche Formula E Team | Arabia Saudyjska                     | Arabia Saudyjska                     | Meksyk                               | Włochy                               | Włochy                               | Monako                               | Niemcy                               | Niemcy                               | Indonezja                            | Maroko                               | Stany Zjednoczone                    | Stany Zjednoczone                    | Wielka Brytania                      | Wielka Brytania                      | Korea Południowa                     | Korea Południowa                     | 63     | 12      |
| 2021/2022 | TAG Heuer Porsche Formula E Team | 13                                   | 4                                    | 2                                    | 10                                   | 4                                    | NU                                   | 4                                    | 8                                    | 9                                    | 15                                   | 16                                   | 9                                    | 12                                   | 12                                   | NU                                   | NU                                   | 63     | 12      |
| 2022/2023 | Avalanche Andretti Formula E     | Meksyk                               | Arabia Saudyjska                     | Arabia Saudyjska                     | Indie                                | Południowa Afryka                    | Brazylia                             | Niemcy                               | Niemcy                               | Monako                               | Indonezja                            | Indonezja                            | Stany Zjednoczone                    | Włochy                               | Włochy                               | Wielka Brytania                      | Wielka Brytania                      | 23     | 18      |
| 2022/2023 | Avalanche Andretti Formula E     | 4                                    | 9                                    | 12                                   | 9                                    | 9                                    | 12                                   | 8                                    | 21                                   | NU                                   |                                      |                                      | 19                                   | NU                                   | NU                                   | 13                                   | 21                                   | 23     | 18      |

* - Sezon w trakcie.